# Toxocariasis

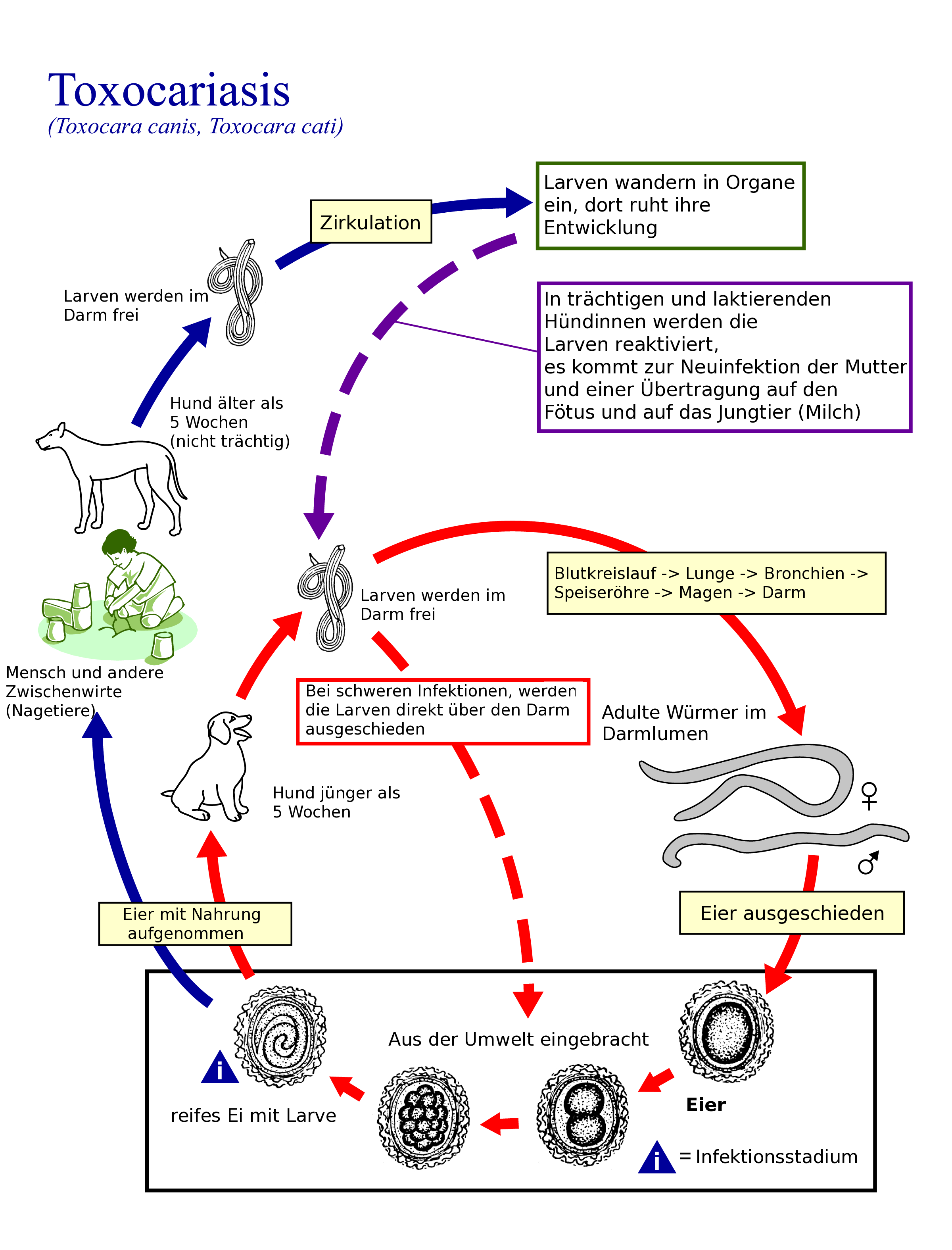
Lebenszyklus eines Spulwurms

Die Toxocariasis ist eine Zoonose des Menschen als Fehlwirt, die durch den Hundespulwurm Toxocara canis oder den Katzenspulwurm Toxocara mystax (= T. cata) ausgelöst wird. Die Infektion erfolgt durch orale Aufnahme von Wurmeiern, die aus dem Kot infizierter Hunde und Katzen stammen und vor der Aufnahme temperatur- und feuchtigkeitsabhängig für drei bis vier Wochen an der Umwelt reifen müssen, um infektiös zu sein. Insbesondere können die inneren Organe (viszerale Larva migrans) oder die Augen (okulären Larva migrans) betroffen sein.

## Epidemiologie
Toxocara canis und Toxocara mystax sind bei Hunden und Katzen weltweit verbreitet. Beinahe alle Welpen sind infiziert. Als Infektionsquelle für Kinder besonders erwähnenswert sind Sandkästen. Rollstuhlfahrer sind, da sie über die Hände die Eier aufnehmen, häufiger betroffen. Darüber hinaus können Hunde an den Pfoten und Hundehalter, die abseits von Fußwegen unterwegs sind, mit ihrem Schuhwerk Spulwurmeier auch in Wohnbereiche eintragen.

## Krankheitsverlauf
Nach der Aufnahme der Eier schlüpfen die Larven im Dünndarm des Menschen und durchdringen die Schleimhaut. Anschließend gelangen sie durch hämatogene (über die Blutgefäße) oder lymphogene (über die Lymphgefäße) Streuung in verschiedene Organe. In den Organen zerstören sie Zellen und Gewebe und lösen eine Entzündungsreaktion des Wirtes aus. Symptome entwickeln sich nur bei einem Massenbefall. Die Toxocara-Larven wandern überwiegend zum Auge und Gehirn, können jedoch prinzipiell jedes Organ befallen. Die Inkubationszeit beträgt in der Regel Wochen bis Monate. Asymptomatische bzw. ruhende Infektionen sind häufig und können auch nach zehn Jahren in eine viszerale oder okuläre Larva migrans übergehen. Häufige Differentialdiagnosen der okulären Larva migrans sind eine Toxoplasmose, Morbus Coats, eine Makuladegeneration, eine hämorrhagische Chorioretinitis und ein Retinoblastom.

## Diagnose
Da der Entwicklungszyklus im Menschen nicht vollständig abläuft, gelangen keine adulten Würmer in den Darm. Somit können auch keine Wurmeier, Larven oder adulte Würmer im Stuhl nachgewiesen werden. Der Nachweis der Infektion kann mittels ELISA erfolgen. Bei Patienten mit symptomatischer Toxocariasis sind die IgE-Spiegel signifikant erhöht. Des Weiteren kommt es zu einer Eosinophilie und Leukozytose.

## Vorbeugung
Zur Vermeidung der Infektion des Menschen sollten Hunde und Katzen regelmäßig entwurmt werden, vor allem bei Jungtieren ist aufgrund der starken Durchseuchung darauf zu achten. Ebenso sollten nach Kontakt mit Tieren die Hände gewaschen werden, da die Eier auch im Fell haften. Die Kontamination von Sandkästen mit Hunde- bzw. Katzenkot sollte vermieden oder zumindest der Sand regelmäßig gewechselt werden.

## Therapie
Die Behandlung erfolgt mit Albendazol, Mebendazol, Thiabendazol oder Diethylcarbamazin. Aufgrund der therapiebedingten massiven Freisetzung von Zerfallsprodukten der Larven ist der Einsatz von Anthelminthika umstritten. Bei okulärem oder ZNS-Befall werden Kortikosteroide hinzugegeben. Bei okulärer Larva migrans kann auch eine Photoagglutination der Larven mittels Laser durchgeführt werden.